# Estratón de Sardes
Estratón de Sardes (en griego, Στράτων ο εκ Σάρδεων; más conocido por su nombre latino: Strato o Strato Sardensis) fue un poeta epigramista, según Constantino Céfalas, originario de Sardes, capital de Lidia. Céfalas no da más datos, pero Diógenes Laercio habla de un Estratón; a partir de estos escasos datos se han datado sus poemas en el siglo II de nuestra era, en la época del emperador Adriano. La atribución de sus obras y el tiempo en que vivió, no obstante, carecen de argumentos sólidos y están discutidas.
Fue Estratón quien compiló el libro XII de la célebre Antología Palatina, dedicado por entero a la pederastia y con sólo unos pocos poemas heterosexuales.

## Temática
Su obra se caracteriza por la gran cantidad de manierismos formales, posteriores al primer helenismo y de tendencia cercana a la escuela fenicia. Si bien cultivó diversos temas, destacan por su absoluta preeminencia los poemas homoeróticos. Sus poemas nos han llegado gracias a su copia en los manuscritos Palatinus Heidelbergensis y Parisinus, fundamentalmente; una minoría han aparecido en los documentos Venetianus Marcianus, Parisinus Graecus y Barbericus.
Otras piezas del poeta, las menos, hablan con sensualidad de la belleza femenina a través de escenas cotidianas ligeras.
Estratón, cuando trata la pederastia, lo hace de manera descarnada y únicamente física. Esto ha hecho que su obra se ponga como ejemplo de un vacío ideológico de la misma y de su pérdida de importancia en la sociedad de la antigua Grecia.

## Antologías
Estratón escribió el poemario La musa de los muchachos (Musa puerilis). Hay traducción completa al español por Luis Antonio de Villena (Hiperión, Madrid, 1980).